# Bernard Redwood
Bernard Boverton Redwood (28 november 1874 – 28 september 1911) was een Brits motorbootracer die deelnam aan de Olympische Zomerspelen 1908. Als bemanningslid van de Gyrinus won hij twee gouden medailles tijdens de enige Olympische Spelen waarop zijn sport op het programma stond.